# Magyar Derby (galopp)
Koordináták: é. sz. 47° 29′ 51″, k. h. 19° 07′ 38″47.497603°N 19.127197°E

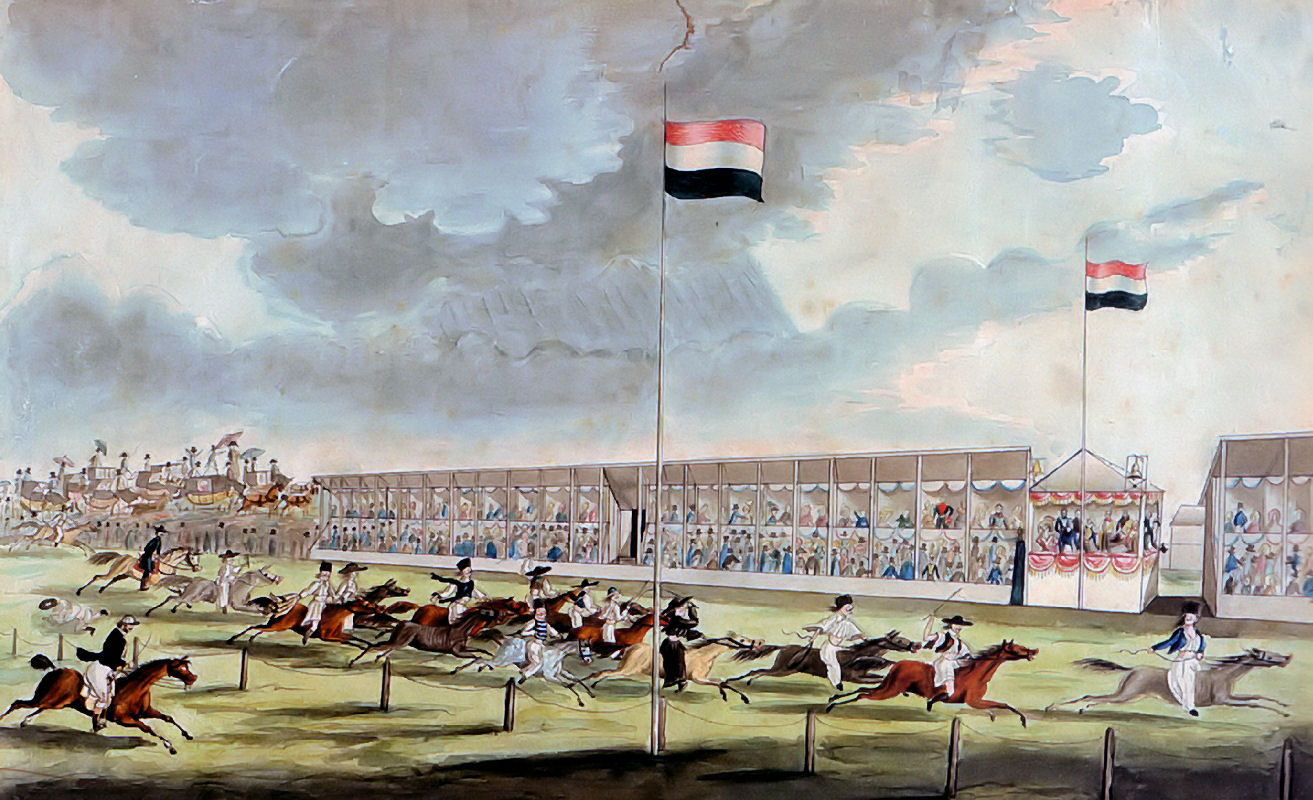
A Széchenyi István javaslatára megvalósított első pesti lófuttatás 1827-ben (Johann Erdmann Gottlieb Prestel (1804-1885) színezett litográfiája)

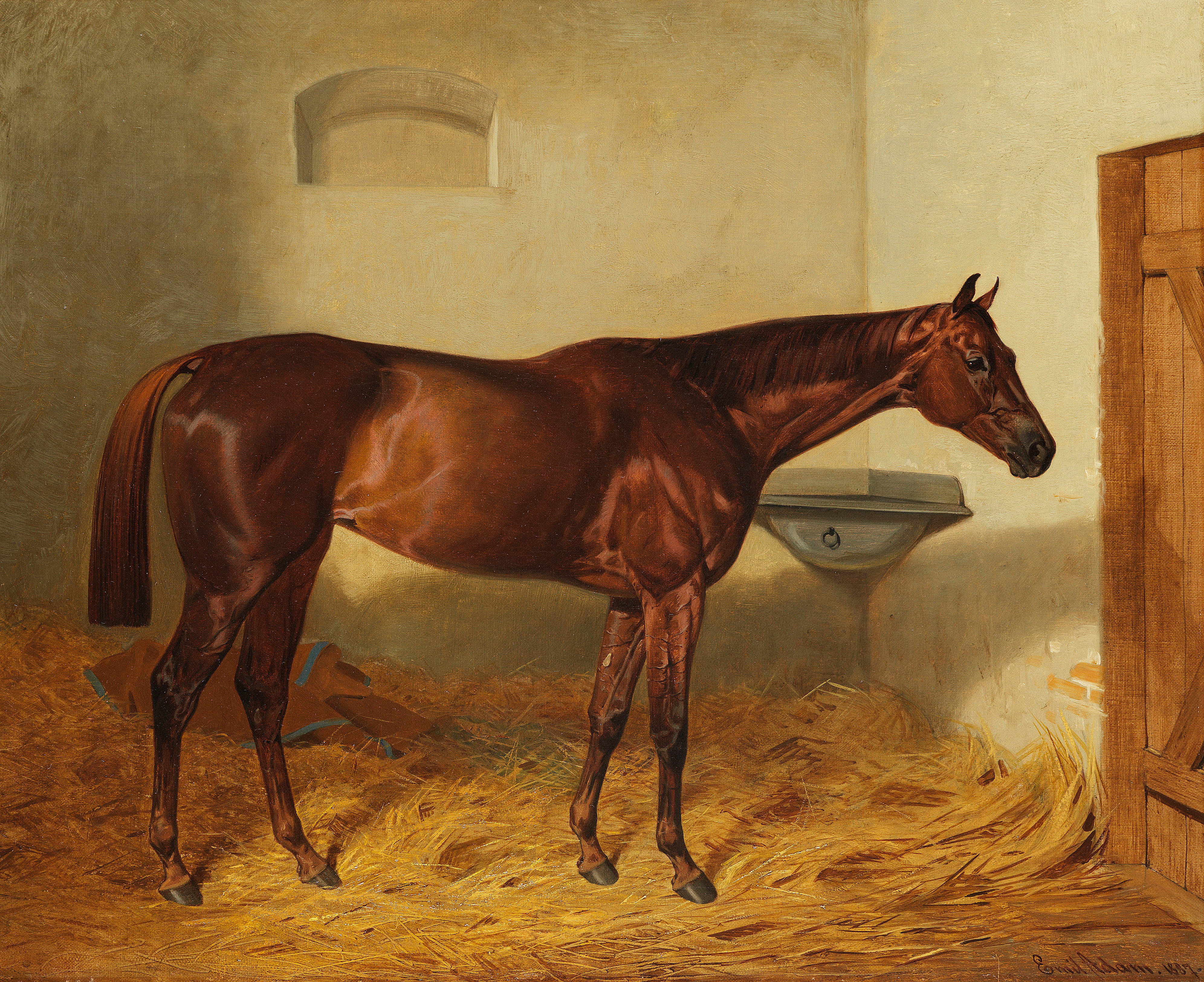
Kincsem a leghíresebb magyar tenyésztésű Derby győztes ló

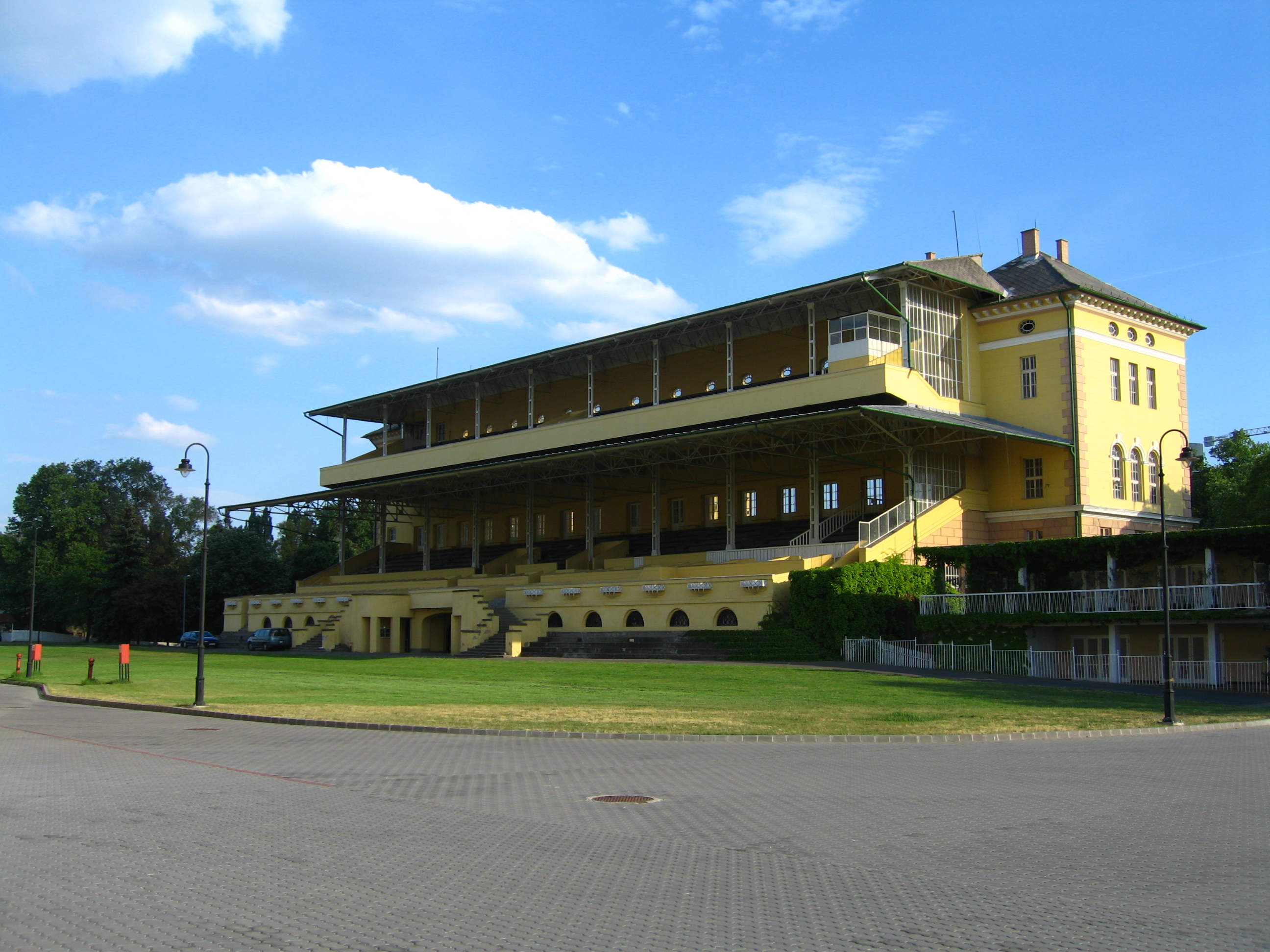
A Kincsem Park régi épülete

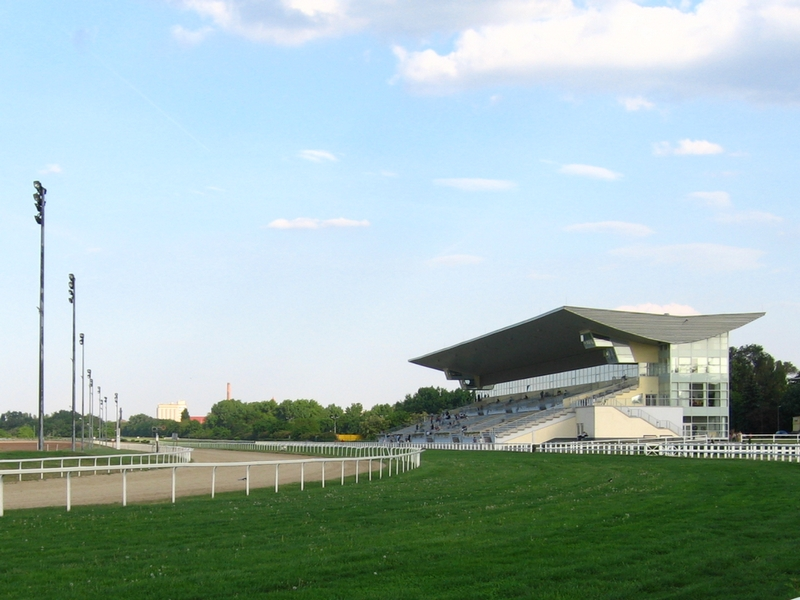
A Kincsem Park

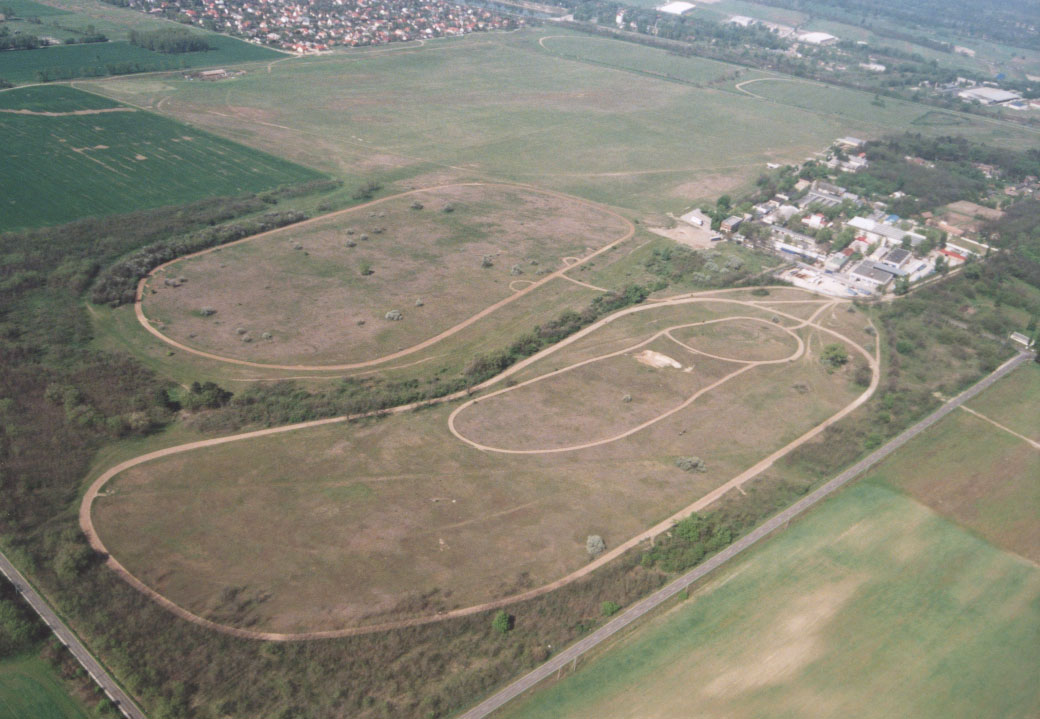
Az alagi lóversenypálya egyik tréning pályája

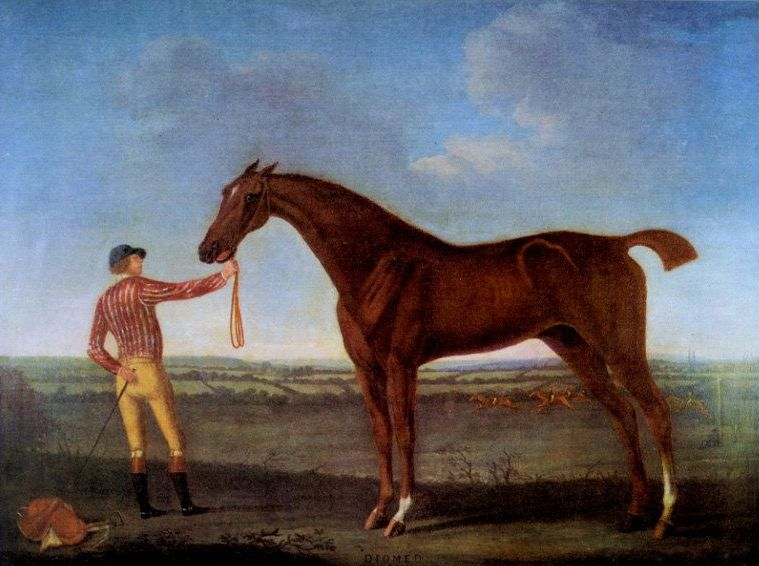
Az első Epsomi Derby győztes lova:
DIOMED

Derbyt minden évben, minden országban csak egyet rendeznek, ami a hároméves lovak legmagasabb presztízsű versenye, az általuk vitt súly azonos, de a kancák 1,5 kg engedményt kapnak. A „'Magyar Derby”' Magyarországon is a legrangosabb galopp verseny, de az ügető szakág egyik kiemelkedő versenyét is a "derby" jelzővel illetik. A Hármas Korona verseny három nagy futának egyike a „Magyar Derby” 2400 méteres távja, a másik kettő futam a „Nemzeti Díj” 1600 méteres és a „St. Leger” 2800 méteres távja. Az első versenyeket a Kincsem Park építése miatt 1921-től kezdődően Alagon, 1925-től pedig a felépült Kincsem Parkban rendezték, illetve rendezik napjainkban is. A Kincsem Park 2000-ben kezdődött felújítása alatt ismét Alag volt a házigazda, de a 83. Magyar Derby-t már ismét a hagyományos Albertirsai úti pályán rendezhették meg. 2005-től kezdődően mindkét szakág (az ügető korábban évtizedekig a Kerepesi úton volt) versenyeinek a Kincsem Park kombinált lóversenypályája ad otthont.
A hároméves lovak legnagyobb eseménye a Derby. A 2400 méteres távon, klasszikus gyeppályás futamban a mének 57 kilogrammot, a kancák pedig 55,5 kilogrammot visznek a hátukon. Kancák győzelme nagyon ritka. 1973 után - Anda -, 37 évet kellett várni "a gyengébb nem", Shamal Sally győzelmére.

## A Derby hagyománya
1780-ban Derby 12. őrgrófja fogadást kötött egy másik angol főnemessel, Sir Charles Bunbury-vel lovaik gyorsaságát illetően. A győztesé a trófea, a vesztes jutalma a verseny névadása volt. Így történhetett, hogy a vesztes neve közismert lett az egész világon, a győztesét pedig enciklopédiákban kell keresgélni.
A szó, a lósporttól elválasztva önálló életet is él. Nagy volumenű, kiélezett, kivételes sport és egyéb események jelzőjeként rendszeresen használják. A szó használata -más lovas szakágakban is- csak az esemény különlegességét, kiemelt státuszát jelzi. Az ügetőn megrendezett Magyar Derby ennek megfelelően, ehhez az évszázados hagyományhoz nem kapcsolódik.
- Az európai derby-k alapítási évei:
  - Angol Derby (Epson] - 1780
  - Francia Derby (Chantilly) - 1836
  - Osztrák–Magyar Monarchia Derby Wien - (1868)[7]
  - Német Derby (Hamburg) - 1869
  - Román Derby (Bukarest) - 1875
  - Skandináv Derby (Koppenhága) - 1878
  - Olasz Derby (Róma) - 1884
  - Jugoszláv Derby (Belgrád) - 1920

## Évszázados szabályok
A verseny a lovak egyszeri megméretésére szolgál. Javítási, ismétlési lehetőség nincs, mivel csak hároméves "koedukált" lovak, kancák és mének indulhatnak. Az indulók száma a pálya méreteinek függvénye, de nem haladhatja meg a huszonnégyet. A Kincsem Parkban húsz ló indítását engedélyezik. A derbyn csak angol telivérek vehetnek részt, pontosabban csak azok, melyek szülei az Angliában vezetett telivér Méneskönyvben megtalálhatók. A táv 2400 méter, ennek megfelelően -a közönség legnagyobb örömére- a mezőny az indítás utáni első négyszáz métert is a nagyérdemű közvetlen közelében teszi meg.

## A magyar derby
Az Osztrák–Magyar Monarchia időszakában példamutató együttműködés valósult meg a Magyar Lovaregylet és a bécsi Jockey Club között. Közös versenyszabályokat dolgoztak ki, egyeztették a nagy versenyek időpontját, közösen szerkesztették a ménes könyvet. Bár a lótenyésztés súlypontja Magyarországon volt, megállapodtak abban, hogy a két legrangosabb versenyt közösen rendezik meg. Ennek megfelelően a derby helyszíne Bécs, a St. Leger-é Budapest lett.
1918-ban a két egyesület közötti kapcsolat megszakadt. Közel hároméves előkészítés után az első Magyar Derby-t 1921 június 29.-én rendezték meg. Az akkori szabályoknak megfelelően 1919. december 1.-ig lehetett nevezni a versenyre. A 173 jelentkezőből, végül 7 ló indulását engedélyezték. (Abban az időben pótnevezéseket nem fogadtak el.
Ezt követően csak a világégés miatt maradtak el (1945, 1946) a versenyek. Évtizedekig június harmadik vasárnapján rendezték a versenyt. 1981-ben az osztrákok -a konkurens magyar lovak indulását kizárandó- a hagyományos magyar időpontra helyezték át derby-jüket. A magyar szervezők azonban idejében kapcsoltak és a korábbi bécsi versenynapra váltottak. 2000 óta rendszeresen július első vasárnapja a derby napja.

### A Magyar Derby győztesei
| Szám | Év   | Győztes ló          | Nemzetiség    | Lovas                    | Idomár              | Tulajdonos                           | Idő    |
| ---- | ---- | ------------------- | ------------- | ------------------------ | ------------------- | ------------------------------------ | ------ |
| 1    | 1921 | Vatinius            | Magyarország  | Nagy Géza                | George Hitch        |                                      | –      |
| 2    | 1922 | Lavandel            | Magyarország  | Esch Győző               | –                   | –                                    | –      |
| 3    | 1923 | Handful             | Magyarország  | Takács I.                | –                   | –                                    | –      |
| 4    | 1924 | Oskar Anton         | Magyarország  | Shejbal József           | –                   | –                                    | –      |
| 5    | 1925 | Bajtárs             | Magyarország  | Sajdik S.                | –                   | –                                    | –      |
| 6    | 1926 | Naplopó             | Magyarország  | Gutai János              | –                   | –                                    | –      |
| 7    | 1927 | Bűvész              | Magyarország  | Gutai János              | –                   | –                                    | –      |
| 8    | 1928 | Tiszavirág          | Magyarország  | Esch Győző               | –                   | –                                    | –      |
| 9    | 1929 | Rabló               | Magyarország  | Esch Győző               | –                   | –                                    | –      |
| 10   | 1930 | Csákány             | Magyarország  | Gutai János              | –                   | –                                    | –      |
| 11   | 1931 | Starlight           | Magyarország  | Carslake                 | George Hitch        | –                                    | –      |
| 12   | 1932 | Tempó               | Magyarország  | Blackbum                 | George Hitch        | –                                    | –      |
| 13   | 1933 | Canada              | Magyarország  | Esch Győző               | –                   | –                                    | –      |
| 14   | 1934 | Cagliostro          | Magyarország  | Esch Győző               | –                   | –                                    | –      |
| 15   | 1930 | Duce                | Magyarország  | Csaplár L.               | –                   | –                                    | –      |
| 16   | 1936 | Try Well            | Magyarország  | Balogh J.                | –                   | –                                    | –      |
| 17   | 1937 | Fürstenbrauch       | Magyarország  | Gutai János              | –                   | –                                    | –      |
| 18   | 1938 | Alibi               | Magyarország  | Esch Győző               | –                   | –                                    | –      |
| 19   | 1939 | Puczur              | Magyarország  | Weissbach M.             | –                   | –                                    | –      |
| 20   | 1940 | Trissotin           | Magyarország  | Balogh J.                | –                   | –                                    | –      |
| 21   | 1941 | Kamarás             | Magyarország  | Schejbál József          | –                   | Zboray László                        | –      |
| 22   | 1942 | Botond              | Magyarország  | Keszthelyi István        | –                   | Dreher Jenő                          | –      |
| 23   | 1943 | Raphael             | Magyarország  | Klimscha Albert          | –                   | –                                    | –      |
| 24   | 1944 | Zsivány             | Magyarország  | Papadopulos D.           | –                   | –                                    | –      |
|      | 1945 | –                   | –             | –                        | A verseny elmaradt. | –                                    |        |
|      | 1946 | –                   | –             | –                        | A verseny elmaradt. | –                                    |        |
| 25   | 1947 | Minci               | Magyarország  | Keszthelyi István        | –                   | –                                    | –      |
| 26   | 1948 | Róbert Endre        | Magyarország  | Szentgyörgyi I.          | –                   | –                                    | –      |
| 27   | 1949 | Lubica              | Magyarország  | Szentgyörgyi I.          | –                   | –                                    | –      |
| 28   | 1950 | Gulinar             | Magyarország  | Bocskai Pál              | –                   | –                                    | –      |
| 29   | 1951 | Szaladin            | Magyarország  | Pfendler S.              | –                   | –                                    | –      |
| 30   | 1952 | Tacskó              | Magyarország  | Keszthelyi István        | –                   | –                                    | –      |
| 31   | 1953 | Fero (CZE)          | Csehszlovákia | Havelka J.               | –                   | –                                    | –      |
| 32   | 1954 | Rubint              | Magyarország  | Szentgyögyi István       | –                   | –                                    | –      |
| 33   | 1955 | Roppant             | Magyarország  | Kovács L. II.            | –                   | –                                    | –      |
| 34   | 1956 | Imi                 | Magyarország  | Bocskai Pál              | –                   | –                                    | –      |
| 35   | 1957 | Almáriom            | Magyarország  | Keszthelyi István        | –                   | –                                    | –      |
| 36   | 1958 | Mormota             | Magyarország  | Németh Ferenc            | –                   | –                                    | –      |
| 37   | 1959 | Indok               | Magyarország  | Krusnyiczki              | –                   | –                                    | –      |
| 38   | 1960 | Hadnagy             | Magyarország  | Esch Sándor              | –                   | –                                    | –      |
| 39   | 1961 | Frappáns            | Magyarország  | Barna A.                 | –                   | –                                    | –      |
| 40   | 1962 | Babatündér          | Magyarország  | Lapusán F.               | –                   | –                                    | –      |
| 41   | 1963 | Imperiál            | Magyarország  | Németh Ferenc            | Aperianov Zakariás  | –                                    | –      |
| 42   | 1964 | Preciz              | Magyarország  | Détári S.                | –                   | –                                    | –      |
| 43   | 1965 | Regény              | Magyarország  | Németh Ferenc            | Aperianov Zakariás  | –                                    | –      |
| 44   | 1966 | Nem igaz            | Magyarország  | Papp S                   | Stircula József     | –                                    | 2.32.2 |
| 45   | 1967 | Iglói diák          | Magyarország  | Tandari J.               | –                   | –                                    | 2.33.9 |
| 46   | 1968 | Seebirk (GDR)       | NDK           | Krusnyiczki M.           | J. Keszthely        | –                                    | 2.30.0 |
| 47   | 1969 | Nótás kapitány      | Magyarország  | Fejes Lajos              | –                   | –                                    | 2.37.0 |
| 48   | 1970 | Norbert             | Magyarország  | Vas József               | –                   | –                                    | 2.31.9 |
| 49   | 1971 | Isztopirin          | Magyarország  | Vas József               | –                   | –                                    | 2.30.9 |
| 50   | 1972 | Immer               | Magyarország  | Hertelendy G.            | Aperianov Zakariás  | –                                    | 2.30.2 |
| 51   | 1973 | Anda                | Magyarország  | Alafi László             | –                   | –                                    | 2.30.9 |
| 52   | 1974 | Ijász               | Magyarország  | Alafi László             | Aperianov Zakariás  | –                                    | 2.31.4 |
| 53   | 1975 | Sky (IRE)           | Írország      | Alafi László             | Aperianov Zakariás  | –                                    | 2.31.2 |
| 54   | 1976 | Tirán               | Magyarország  | Vas József               | –                   | –                                    | 2.32.6 |
| 55   | 1977 | Bilbao              | Magyarország  | Hertelendy G.            | Aperianov Zakariás  | –                                    | 2.33.1 |
| 56   | 1978 | Dimitrij            | Magyarország  | Vas József               | –                   | –                                    | 2.33.0 |
| 57   | 1979 | Gázsi (SU)          | Szovjetunió   | Vas József               | Aperianov Zakariás  | –                                    | 2.32.5 |
| 58   | 1980 | Aréna               | Magyarország  | Tóth J.                  | –                   | –                                    | 2.30.7 |
| 59   | 1981 | Turbó               | Magyarország  | Bodnár L.                | –                   | –                                    | 2.30.0 |
| 60   | 1982 | Királyhágó          | Magyarország  | Vas József               | Aperianov Zakariás  | –                                    | 2.29.8 |
| 61   | 1983 | Betét               | Magyarország  | Bíró J.                  | Aperianov Zakariás  | –                                    | 2.33.5 |
| 62   | 1984 | Aszbeszt (SU)       | Szovjetunió   | Gálitzky A.              | Aperianov Zakariás  | –                                    | 2.36.9 |
| 63   | 1985 | Bűvölő              | Magyarország  | Vas József               | –                   | –                                    | 2.38.3 |
| 64   | 1986 | Try Star (GB)       | UK            | Vas József               | Aperianov Zakariás  | –                                    | 2.30.2 |
| 65   | 1987 | Torockó             | Magyarország  | Vas József               | Aperianov Zakariás  | –                                    | 2.35.9 |
| 66   | 1988 | Jagelló             | Magyarország  | Bodnár L.                | Karaszek Sándor     | –                                    | 2.29.8 |
| 67   | 1989 | Tabán               | Magyarország  | Varga Zoltán             | Aperianov Zakariás  | –                                    | 2.32.2 |
| 68   | 1990 | Pendragon           | Magyarország  | Tormási Gyula            | Karaszek Sándor     | –                                    | 2.33.9 |
| 69   | 1991 | Jeremy (IRE)        | Írország      | Kállai Pál               | –                   | –                                    | 2.30.4 |
| 70   | 1992 | Alfonz              | Magyarország  | J. P. Lopez              | Aperianov Zakariás  | Kovács Mihály                        | 2.31.2 |
| 71   | 1993 | Finavon (GB)        | UK            | D. Ilic                  | Aperianov Zakariás  | Paul Mellon                          | 2.29.3 |
| 72   | 1994 | Sir Khan            | Magyarország  | Simon Ferenc             | –                   | –                                    | 2.27.8 |
| 73   | 1995 | Mafhum (IRE)        | Írország      | S. Mc Kahn               | –                   | –                                    | 2.29.0 |
| 74   | 1996 | Pierro              | Magyarország  | Simon Ferenc             | –                   | –                                    | 2.30.5 |
| 75   | 1997 | Cardinal            | Magyarország  | Noska József             | –                   | –                                    | 2.32.5 |
| 76   | 1998 | Menedzser           | Magyarország  | Bodnár L.                | Aperianov Zakariás  | Grezner József                       | 2.31.5 |
| 77   | 1999 | April Sun           | Magyarország  | Kovács Sándor            | Kanics Melinda      | Bagi Fleur Kft.                      | 2.32.1 |
| 78   | 2000 | Rodrigo             | Magyarország  | Kállai Pál               | Ribárszki Sándor    | BIH -MA Kft. Hungary                 | 2.28.7 |
| 79   | 2001 | April Surprise      | Magyarország  | Kovács Sándor            | Kanics Melinda      | Bagi Fleur Kft.                      | 2.33.3 |
| 80   | 2002 | Poggione (GB)       | UK            | A. Luce                  | P. A. Clark         | Stall Jenny                          | 2.29.4 |
| 81   | 2003 | Rodolfo             | Magyarország  | Kerekes Károly           | Ribárszki Sándor    | Nagy Csaba                           | 2.29.9 |
| 82   | 2004 | King's Honor (GER)  | Németország   | Jaroslav Línek           | Ribárszki Sándor    | Ábrahám László                       | 2.31.8 |
| 83   | 2005 | Rosenblatt (GER)    | Németország   | Peter Heugl              | Mario Hofer         | Gestüt Wittekindshof J & D Syndicate | 2.30.9 |
| 84   | 2006 | Thunder Groom (GER) | Németország   | Jaroslav Línek           | Ribárszki Sándor    | Dicső Ferenc                         | 2.29.6 |
| 85   | 2007 | Saldenzar (GER)     | Németország   | P. Krowicki              | Papp István         | Szindikátus istálló                  | 2.29.3 |
| 86   | 2008 | Sunny Sam (GER)     | Németország   | Hind, Garry              | Ribárszki Sándor    | SCH Racing                           | 2.26.1 |
| 87   | 2009 | Csillaghullás (HUN) | Magyarország  | Budovic, Stefan (amatőr) | Stojka Rudolf       | Bocska Béla                          | 2.35.0 |
| 88   | 2010 | Shamal Sally        | Szlovákia     | Zdenko Smida             | Zuzana Kubovicová   | OMS-Miko Racing and Trading Kft.     | 2.28.6 |
| 89   | 2011 | Ostinato            | Magyar        | Nino Murru               | Kovács Sándor       | A 36 Szindikátus                     | 2.28.3 |
| 90   | 2012 | Latin Lover         | Magyar        | Kerekes Károly           | Jozef Rozival       | Black Stallion Racing Kft,           | 2.26.5 |
| 91   | 2013 | Mayday              | Magyar        | Jaroslav Línek           | Ribárszki Sándor    | Czike Zoltán                         | 2:31:8 |
| 92   | 2014 | Kilword             | Szlovákia     | Róbert Sara              | Peter Hlavenka      | Autoopravovna Strnisko, SVK          | 2:29.5 |
| 93   | 2015 | Quelindo            | Magyar        | Jaroslav Línek           | Maronka Gábor       | Álmodó Istálló                       | 2:30.1 |
| 94   | 2016 | Merion              | Magyar        | Alberto Sanna            | Maronka Gábor       | Bor-Export Sumarstvo-Serdar          | 2:30.0 |
| 95   | 2017 | Eminens             | Magyar        | Zdenko Zmida             | Kovács Sándor       | "3+1" Kft.                           | 2:34.9 |
| 96   | 2018 | Esti Fény           | Magyar        | Nagy Tamás               | Zala Csaba          | "Dióspuszta II. istálló              | 2:29.4 |
| 97   | 2019 | Golden Sea          | Ír            | Stanislav Georgiev       | Stanislav Georgiev  | Vint Szindikátus                     | 2:27,7 |
| 98   | 2020 | Faust               | GER           | T. Lukásek               | Maronka Gábor       |                                      | 2:27,9 |
| 99   | 2021 | Shy Boy             | Magyar        | Nagy Tamás               |                     | LiMa istálló                         |        |
| 100  | 2022 | President           | GER           | Stanislav Georgiev       |                     |                                      |        |
| 101  | 2023 | Amore Boy           |               | Jaroslav Línek           | Csontos Pál         | Intergaj istálló                     |        |
| 102  | 2024 | Géza                |               | Stanislav Georgiev       | Csontos Pál         |                                      |        |
| 103  | 2025 | Oriental Star       |               | Jaroslav Línek           | Maronka Gábor       | Intergaj istálló                     |        |

## A 87. Magyar Derby 2009
A 10 millió forintos összdíjazású versenyre 24 lovat neveztek, ez a szám véglegesítéskor 19-re csökkent. Közvetlenül a verseny előtt az állatorvos egy ló indítását nem engedélyezte.
A mély talajú, nehéz pályán "Garabonciás" már féltávon élre állt, több támadást sikeresen visszavert. "Csillaghullás" (L: S. Budovic-amatőr!; T: Bocska Béla; I: Sztojka Rudolf) az utolsó két százon szenzációsan hajrázott, fél hossz választotta el minden idők legnagyobb derby meglepetésétől.
Hosszú távon is bizonyított a soron kívül nevezett, harmadik helyen befutó "Dr. Guru" (L: Tellini, Massimil; T: Equine Supreme Kft.-S. McPhee; I: Kovács Sándor), a "csak bronz" viszont azt jelenti, hogy a "Hármas Koronát" nem nyerheti meg.
A kancák közül ketten is dobogó közelbe kerültek. "Mezzanine" a negyedik, "Classic Spirit" az ötödik helyen végzett.
A tízmillió forintos összdíjazású versenyen, a szerencsés, "Csillaghullás"-ban bízó fogadók rekord nyereményt vehettek fel. A hármas befutóra 540 ezer forintot fizetett a pénztár.

A verseny után egy hónappal Garabonciást diszkvalifikálták, pozitív doppingvizsgálati eredmény miatt]
A módosított befutási sorrend alapján, Csillaghullás lovasával derby történelmet írt, mivel Budovic az első amatőr győztes a legrangosabb galopp viadalon. Először szerzett derby trófeát a tulajdonos, Bocska Béla és az idomár, Sztojka Rudolf is.

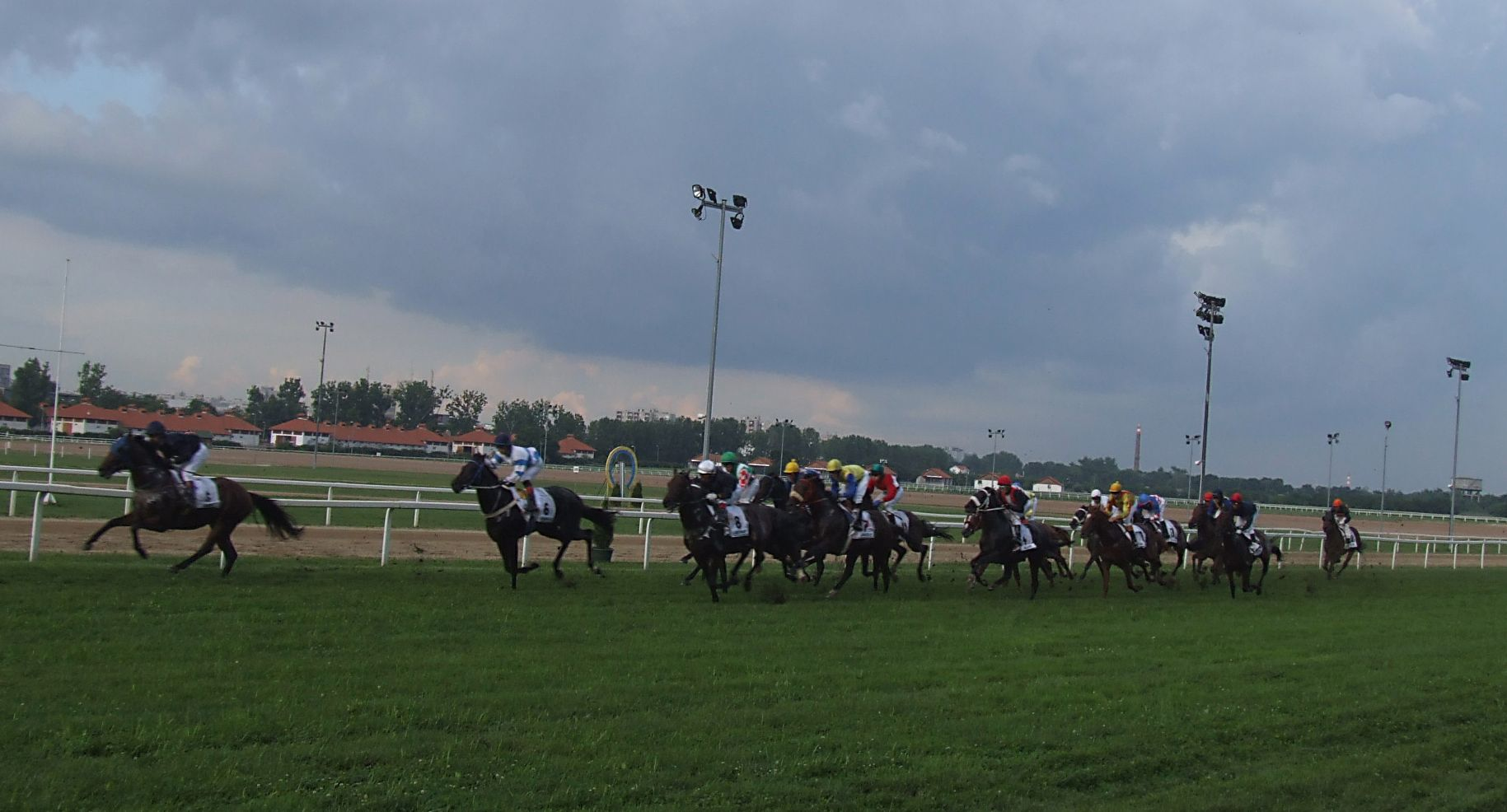
A start után 300 méterrel
Quai Branny Overdose "kisöccse", helyezetlenül
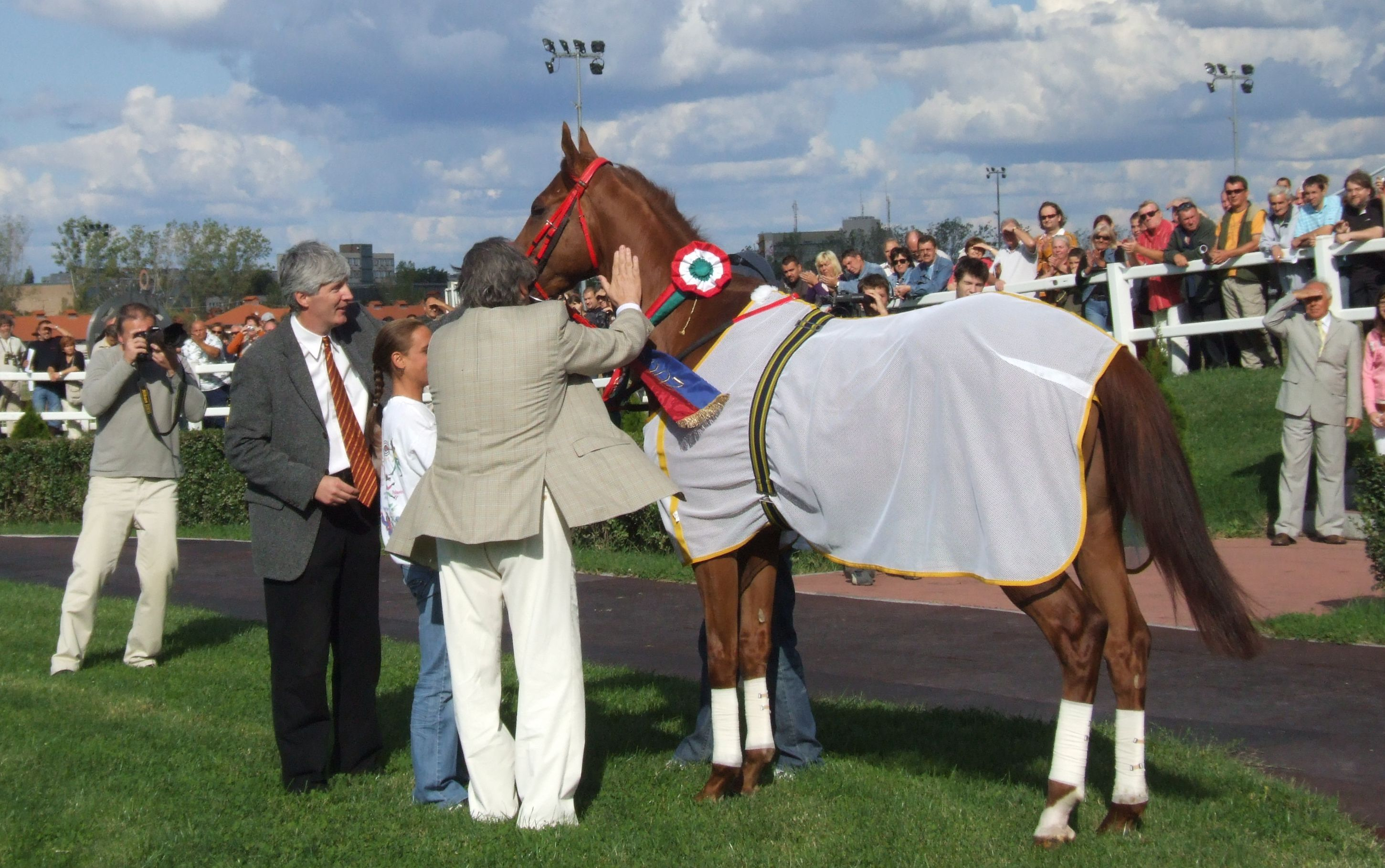
A módosított eredményhirdetés pillanatai

## A 88. Magyar Derby 2010
A versenyre tizenhat lovat neveztek, melyek közül három tulajdonosa szerb, egy pedig szlovák XLSport.
A futam összdíjazása 10 millió forint.
A lovak neve a rajtszámokkal:
(1) Álmos; (2) Bombajó; (3) Chimborasso ; (4) Dr Gile ; (5) Emperors Stride ; (6) Hadúr; (7) Mick Titho ; (8) Peer Cooper ; (9) Rossano ; (10) Stewart ; (11) Tutanhamon ; (12) Unico ; (13) Attestation ; (14) Letty ; (15) Shamal Sally ; (16) Tantarella 
Izgalmas jelenetek a startgépnél. Az izgága, túlfűtött Shamal Sallyt az utolsók között tuszkolták be, az indítás előtti pillanatban azonban kitört onnan. Mikor ismét rajt-kész állapotba került, az egyik favorit Tutanhamon vett fel, lóra nem jellemző testhelyzetet és került a sikeres indítás után sereghajtó szerepbe.
Attestation 1800 méterig vezette a mezőnyt, a célegyenesbe Letty a "szuper kanca" fordult elsőként, lépést Unico tudott vele tartani. Az utolsó kétszáz méteren azonban a mezőnyből sikeres hajrát indított Shamal Sally és az utolsó helyről felzárkózó Tutanhamon.
1973-óta először, a szlovák-magyar tulajdonú Shamal Sally révén kancáé lett a babérkoszorú. Dobogós helyen Tutanhamon és Unico végzett. Őket az utolsó ötven méteren lehajrázott magyar tulajdonú kanca, Letty követte.
Shamal Sally az első szlovák derby győztes ló. A győztes ló időeredménye a harmadik legjobb a derby idők mérése és regisztrálása óta.

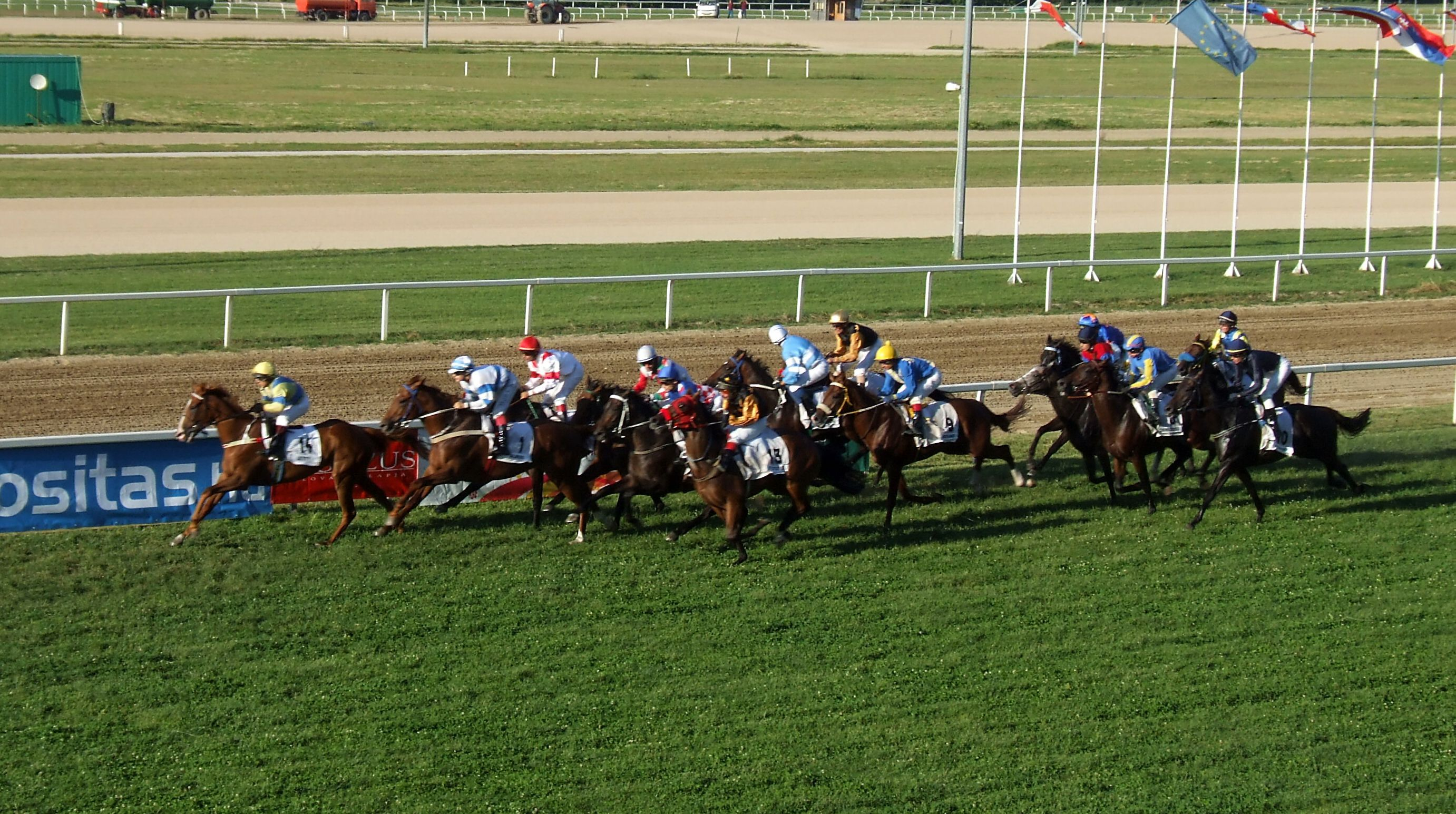
A rajt után Tutanhamon nincs a képben
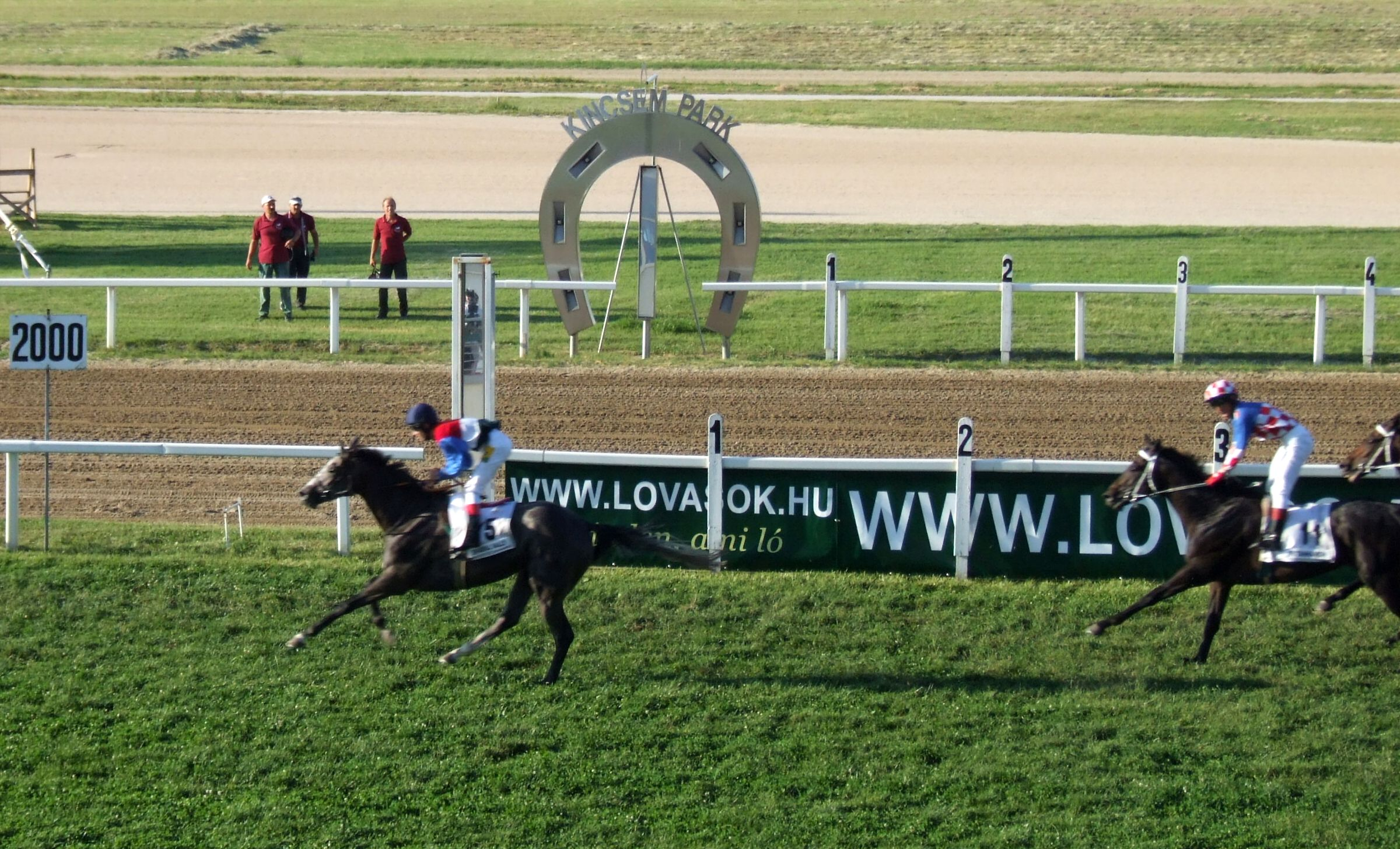
A célban Tutanhamon már a második
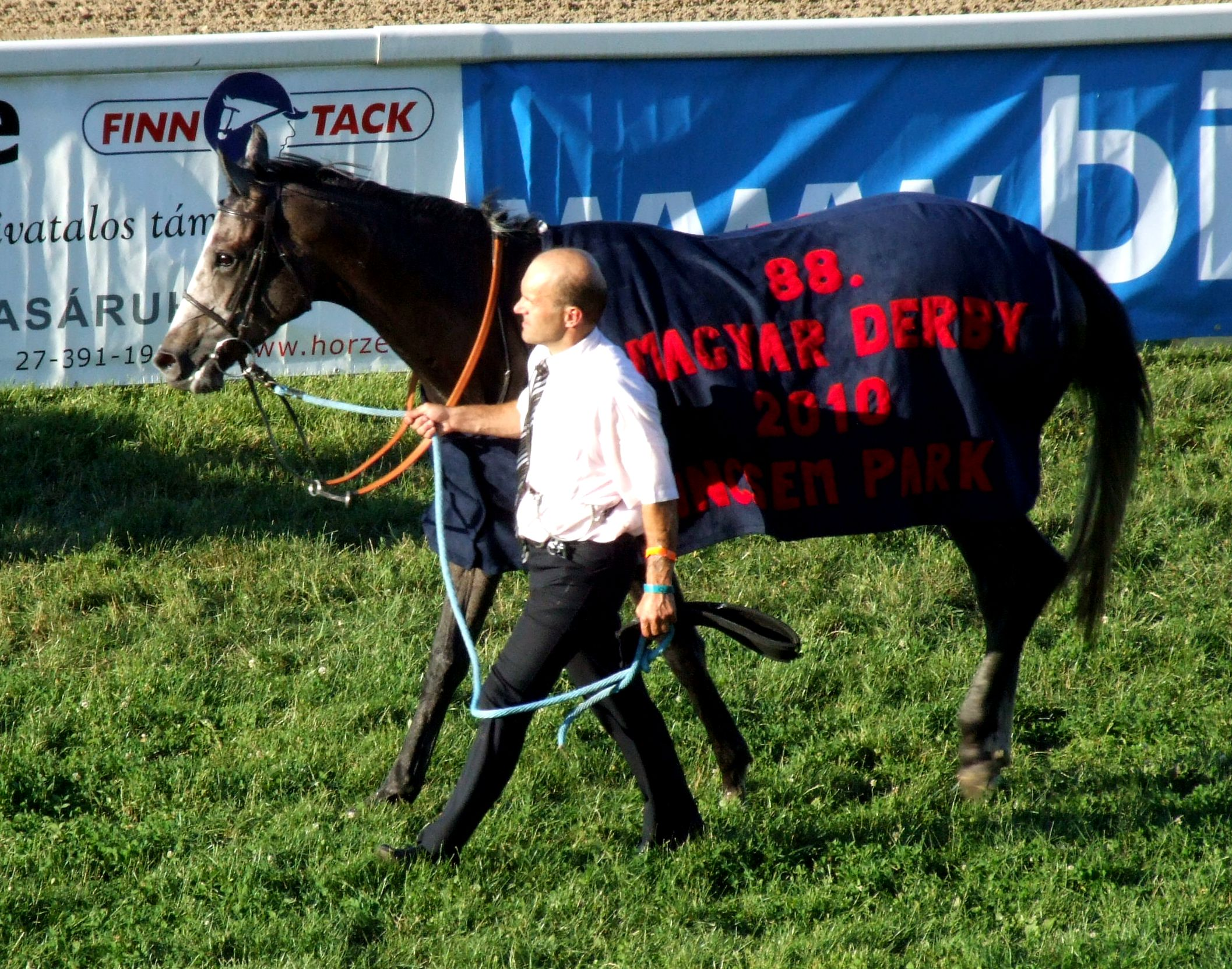
Shamal Sally: Korábban nem futott 1800 méternél hosszabb távon
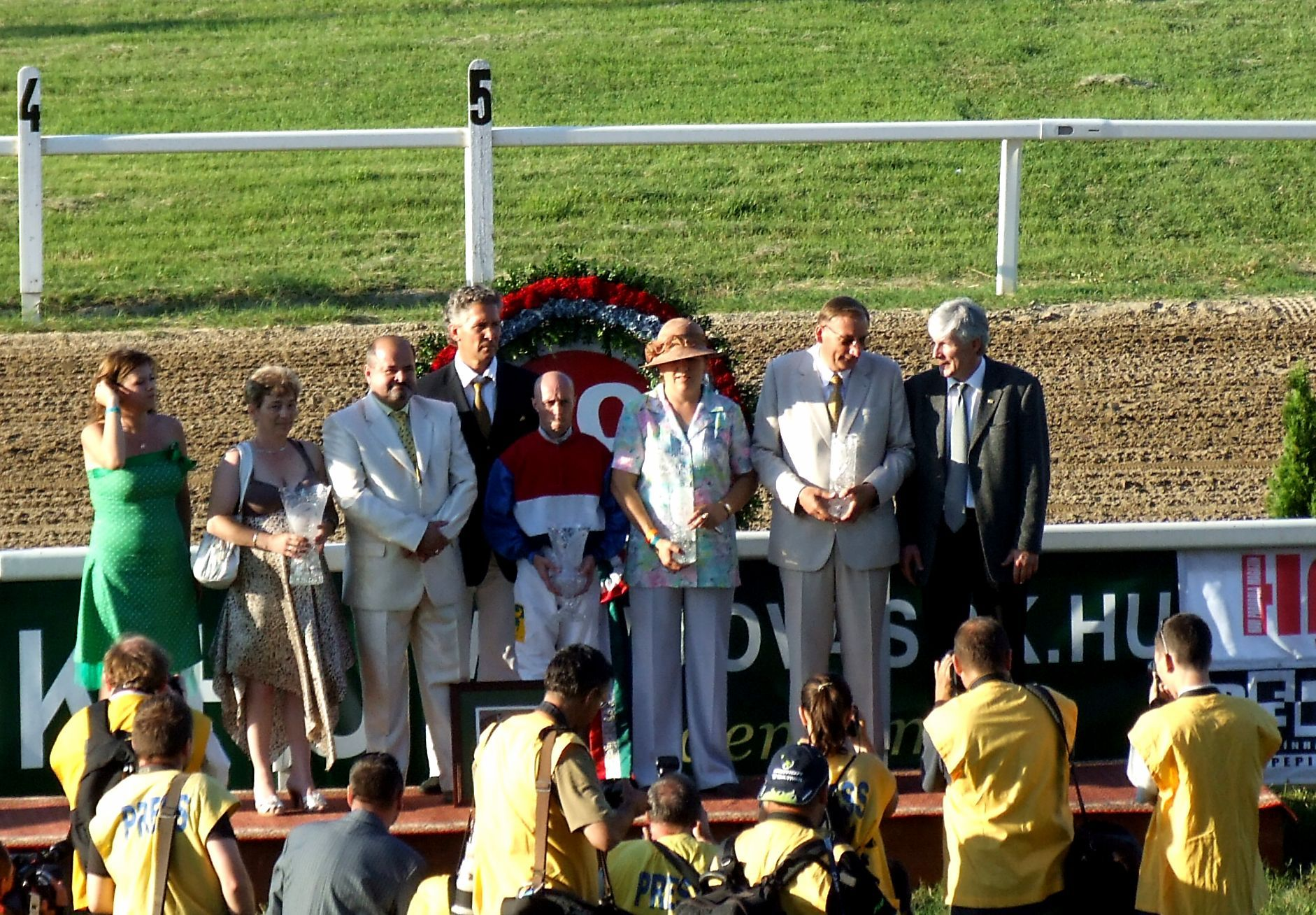
Díjátadás után Mikóczy Zoltán ismét derby győztes ló tulajdonosa

## A 89. Magyar Derby 2011
Nemcsak a magyar, hanem a világ derby történetében is először fordult elő, hogy a rendező nemzet legrangosabb versenyén, tizenhárom hazai telivér mellett, hat ország, hét lova is a nevezési listán szerepelt.
A futam összdíjazása 12 millió forint volt.

A versenyre -a Kincsem parkban maximálisan indítható- húsz lovat neveztek. A Magyar Turf esélylatolgatása szerint legvalószínűbb a:
Mediplomat -Oldfiledroad-Parmeenion-Lenz-Cape Rodney-Wallisto sorrend. A favorit, Mediplomat zsokéja az a Pat Cosgrave, aki a 2011-es Royal Ascoton, Society Rock nyergében megnyerte az 1200 méteres Golden Jublilee Stakes-t. Az északír sztárzsoké mellett további kilenc ország lovasai is nyeregbe ültek.
A nevezési lista:
(1) Alone Famous; (2) Armagedon Fire ; (3) Cape Rodney ; (4) King Cobra ; (5) Lenz ; (6) Mediplomat ; (7) Notion ; (8) Óbuda ; (9) Oldfieldroad ; (10) Ostinato ; (11) Pacino Mo ; (12) Parmeenion ; (13) Rangos ; (14) Rivális ; (15) San Siro ; (16) Sheragan ; (17) Star Force ; (18) Wallisto ; (19) Exlibris ; (20) She's A Maneater .
A verseny napján -állatorvosi javaslatra- King Cobra nem állhatott a rajtgépbe. A startot követően Óbuda hosszan vezetett. A célegyenesben ritkán látott nagy küzdelem után csak a célfotóval tudta a versenyintézőség az első három helyezett sorrendjét (Ostinato-Mediplomat-Wallisto) meghatározni. A győztes, két héttel korábban az osztrák derby-n gyengén szerepelt. Ennek megfelelően sem a szakemberek, sem a fogadók nem emlegették az esélyesek között. Győzelme, két hármasbefutó fogadót rekordszintű nyereményhez -1.228.160- segített. A további, díjazott helyezettek: Lenz-Exlibris-Notion.

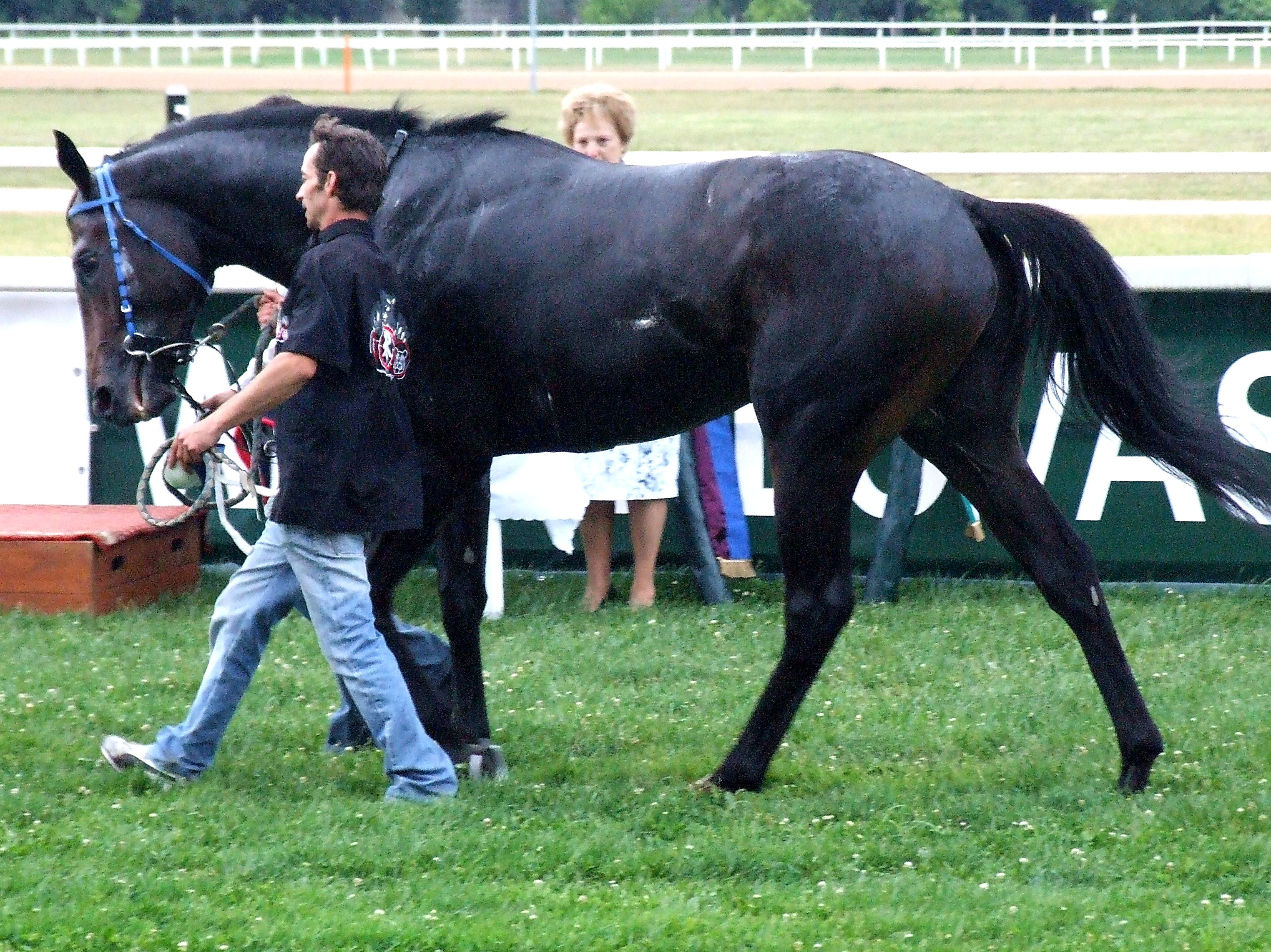
A győztes: Ostinato
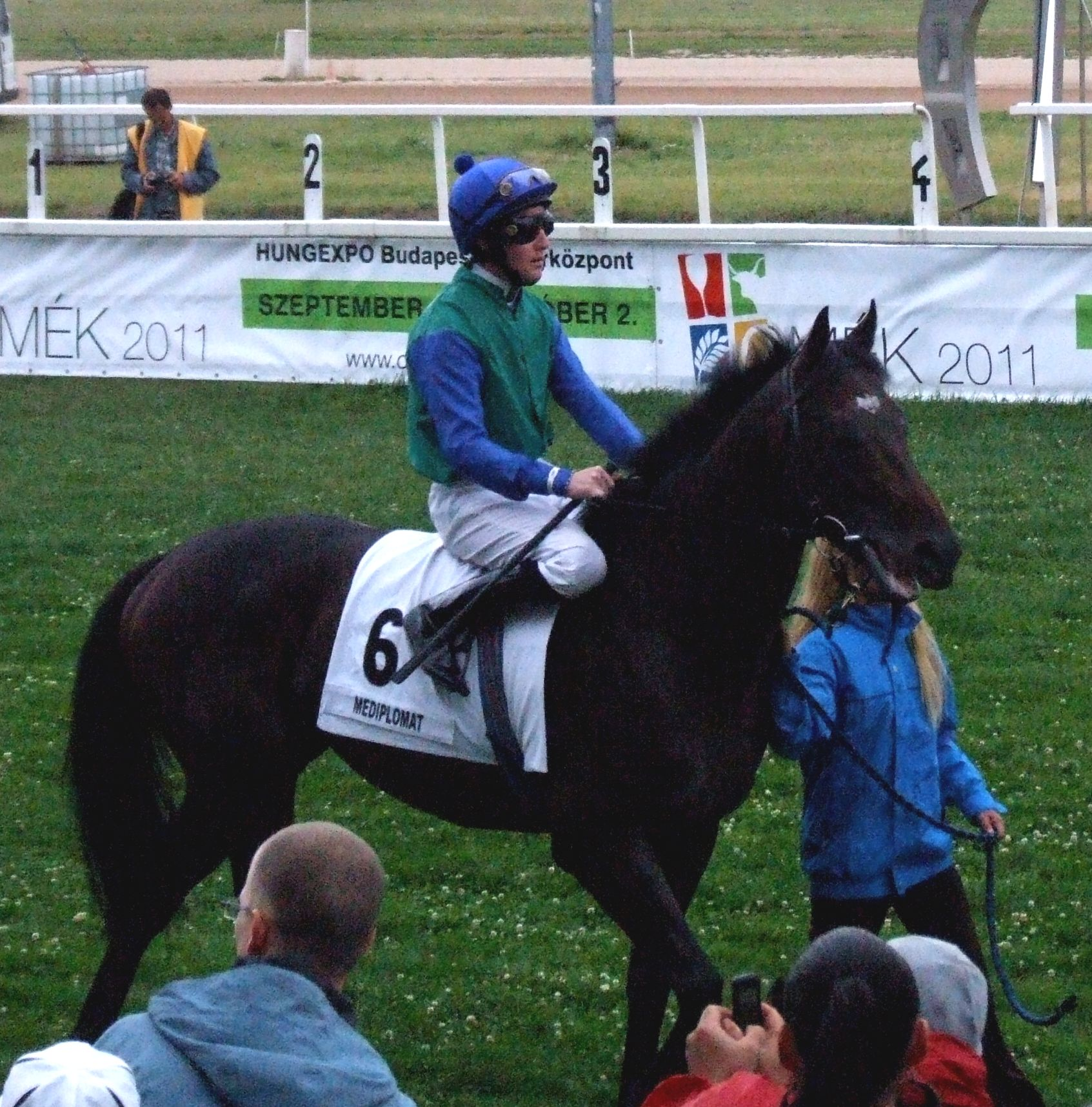
A második: Mediplomat Lovasa: Pat Cosgrave
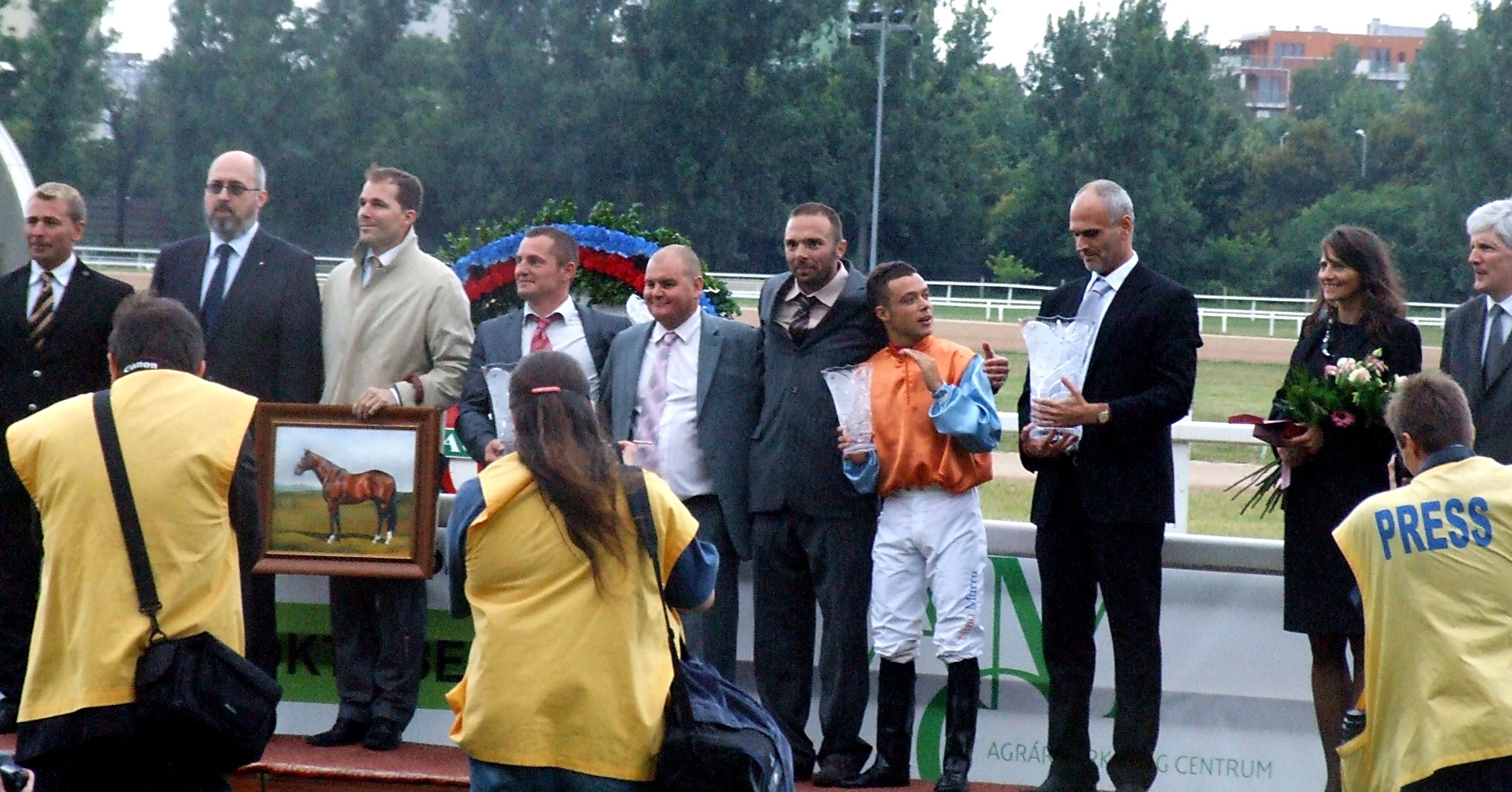
Az eredményhirdetés

A győztes ló időeredménye a harmadik legjobb, a derby idők mérése és regisztrálása óta. A dobogóról a tavalyi győztest szorította le. A győztes ló zsokéja az olasz, Nini Murru volt.

## A 90. Magyar Derby 2012
A futam összdíjazása 14 millió forint.
A nevezési lista:
(1) Apacslegény ; (2) Ashkan ; (3) Blue Imp; (4) Category Five ; (5) Ében ; (6) Ezüstnyíl ; (7) Lake Louise ; (8) Latin Lover ; (9) Noble Thought ; (10) Raphael Santi ; (11) Stréber ; (12) Tobea Farmers Boy ; (13) Walderon ; (14) Zolee Walker ; (15) Viva Da Liva
A fogadókat és a szakembereket is elbizonytalanította, a nagy esélyes Latin Lover, közvetlenül a verseny előtt történő istálló, tréner váltása.
A Magyar Turf esélylatolgatása: Latin Lover - Raphael Santi - Lake Louise - Ezüstnyíl - Viva La Diva
A versenyen először Apacslegény (lovasa: Varga Zoltán), később Ezüstnyíl (Stanislav Georgiev) vezette a mezőnyt. Latin Lover (Kerekes Károly) a célegyenesben vette át a vezetést és egy lóhosszal verte az őt szorongató, alacsonyan favorizált Category Five-t (Nico Polli). A további sorrend: Raphael Santi (Bakos Gábor), Stréber (Zdenko Smida), Ezüstnyíl (Stanislav Georgiev), Viva La Diva (Pat Cosgrave).

A győztes ló cáfolt, egy általában teljesülő babonát, miszerint az Alagi Díj első helyezettje a derbyn nem végezhet a topon. Ezzel megteremtette az esélyét a Hármas Korona elhódításának is, amelyet október 7-én a Magyar St. Leger verseny megnyerésével realizálhat.
A győztes időeredményével (2.26.5), négy tized másodperccel maradt el a derby-rekordtól.
A 4,7 millió forintos összforgalmú versenyen, a hármas befutó, a papírforma részleges érvényesülése miatt mindössze 32940 forintot fizetett.

A cél előtt, egy "lóhosszal"
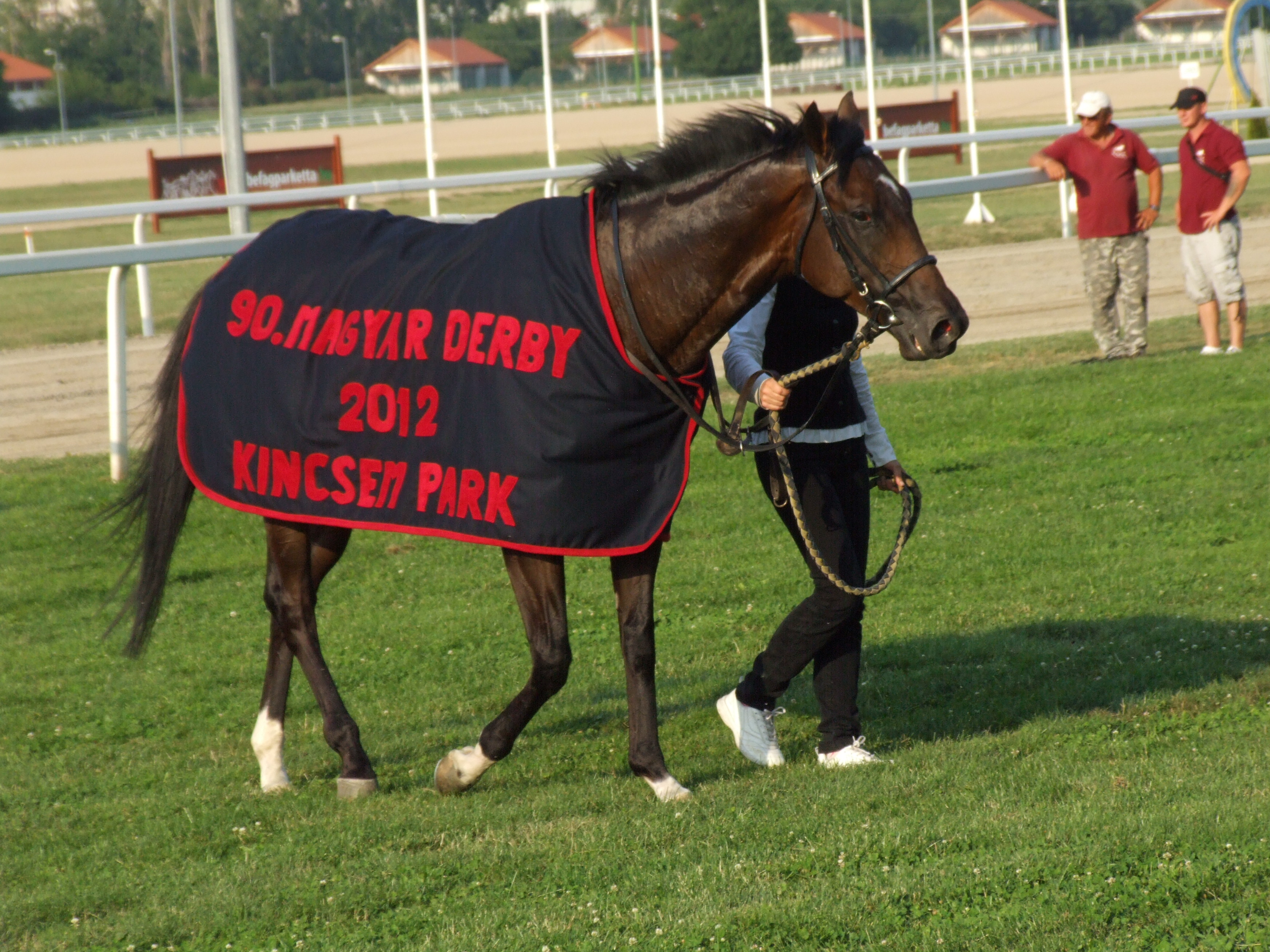
Latin Lover
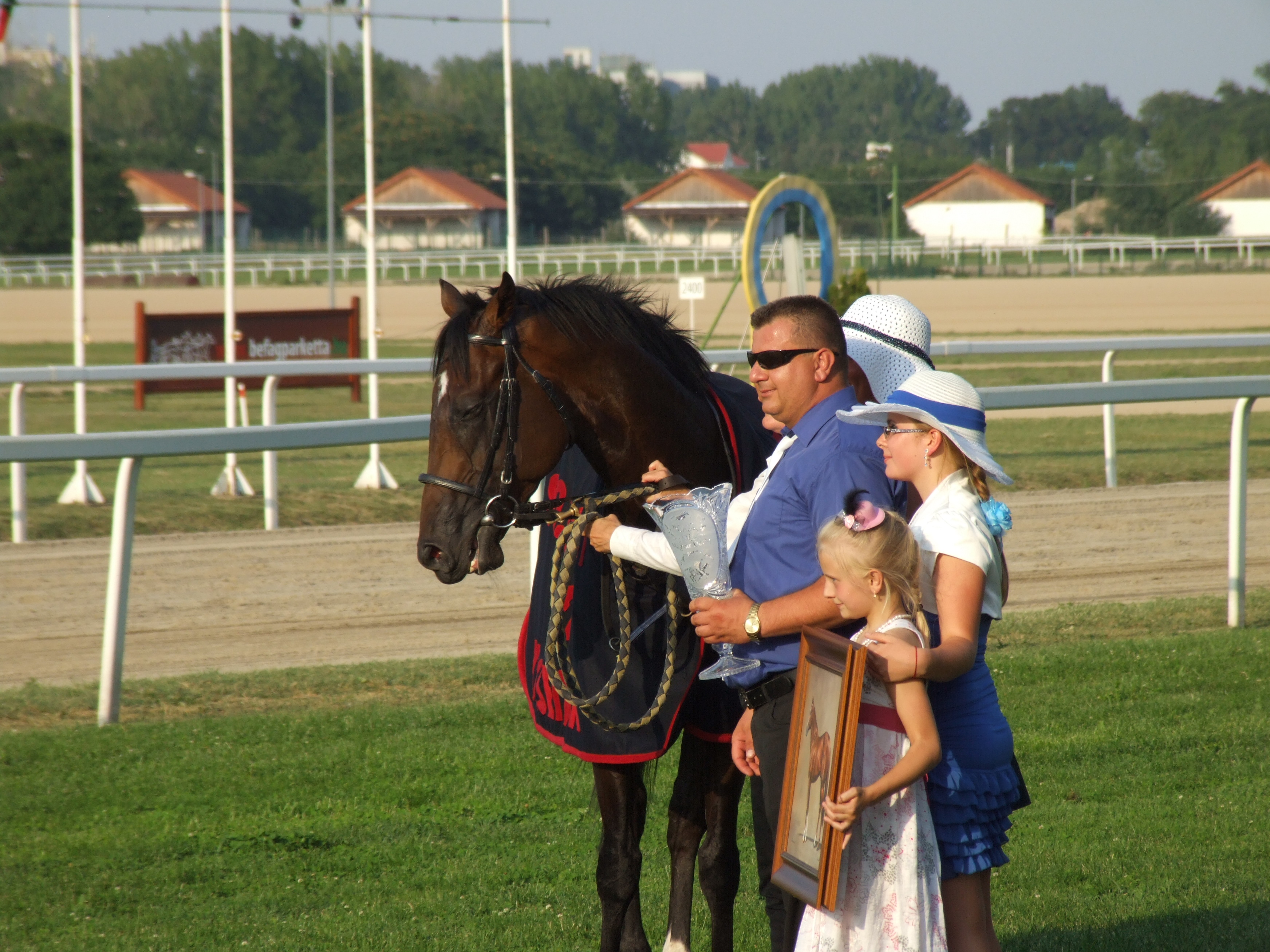
A tulajdonos, Gyolai Zoltán és családja
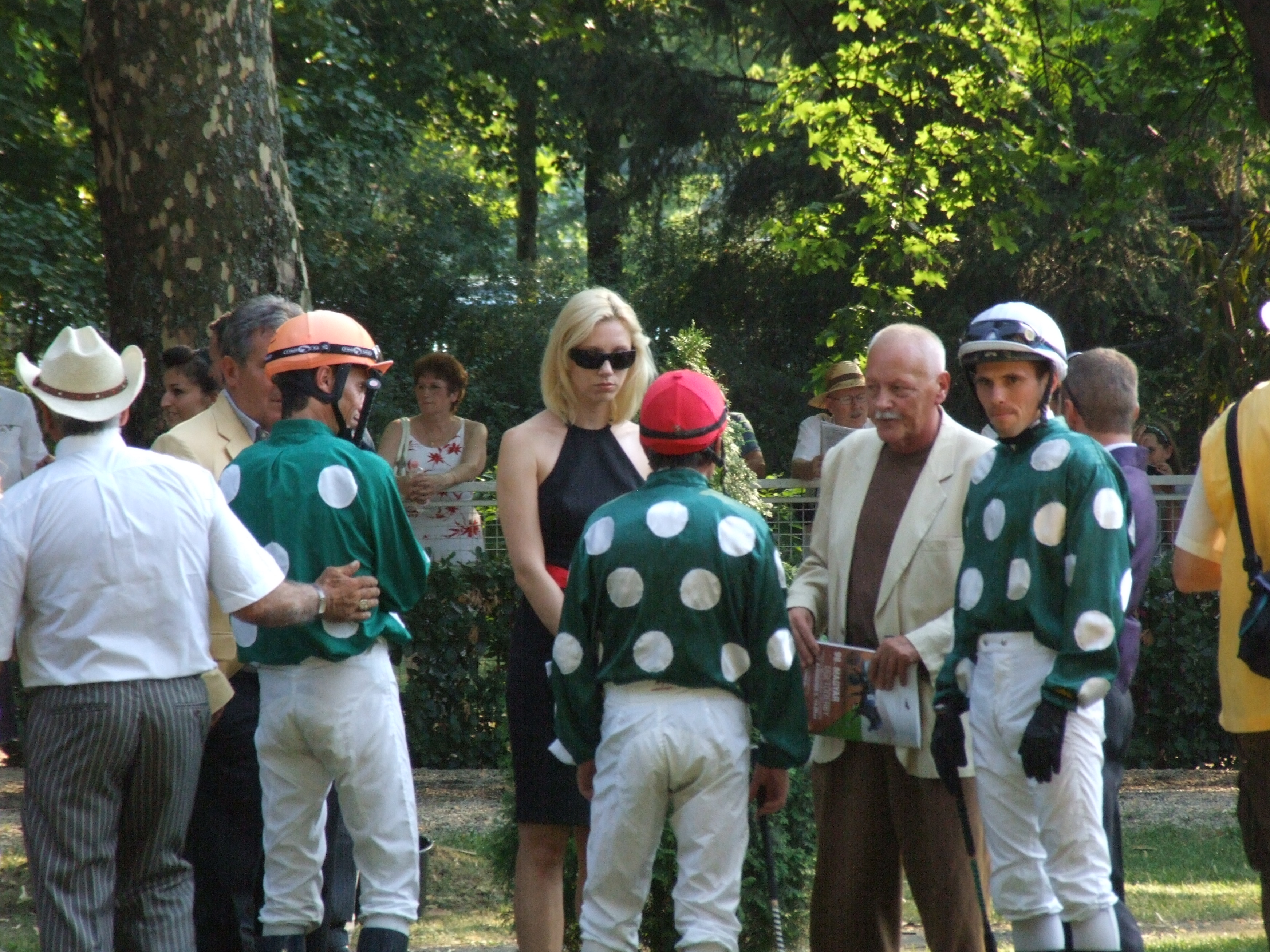
"Hármas eligazítás

## A 91. Magyar Derby 2013
A versenyre 21 lovat neveztek, de az indulóbejelentést követően már csak 16an maradtak. Az egész mezőny jó startot vesz, nagyon sokáig egy csomóban galoppoznak a lovak, a befutó egyenesre már a későbbi győztes Mayday vezetésével fordulnak. A szürke vetélytérsait 9 hosszal maga mögött hagyva fut át a célon.
Érdekesség lehet, hogy hazánkban a német import lovak a legsikeresebbek Derby-győzelmet tekintve: az első három ló mind német tenyésztés, de nem szabad megfeledkeznünk a negyedik Mimirről sem, hiszen ő igazi "hazánkfia", a bácsalmási Telivér Farm tenyésztése és tulajdona.
Az első két ló Ribárszki Sándor idomítottja, míg a második két befutó Kovács Sándor tréningjéből érkezett. A Ribárszki-Línek páros nyert már egy Derbyt szürke lóval 2004-ben. A zsoké elmondta: egyértelmű volt, hogy Ribárszki felkérésére mond igent és Maydayt üli a rangos futamban. A bevált csapat elmélete meghozta a lovas harmadik és az idomár hatodik Magyar Derby sikerét.
Alcobaca és Akaba apai ágon (Kallisto-GER) féltestvérek. A kanca második helye azért is szép eredmény, mert Shamal Sally 2010-es győzelme óta a "gyengébbik nem" még dobogón sem képviseltette magát.Bővebben.
A 91. Magyar Derby befutója: 1. Mayday (Jaroslav Línek); 2. Alcobaca (Kerekes Károly); 3. Akaba (Stanislav Georgiev)

## A 92. Magyar Derby 2014
A nevezési listán, csak 12 ló neve szerepelt. Váratlan, tulajdonosi döntést követően, Kilword is a startlistára került. Nem jelentett meglepetést győzelme, annak ellenére, hogy először futott 2400 méteren. Bővebben

## Érdekességek[23]
- Megdönthetetlennek tűnő rekord: Aperianov Zakariás - 2009-ben is aktív idomár - tizenhat derby győztes lovat készített fel. Az első Imperiál volt 1963-ban, harmincöt évvel később Menedzser zárta a sort.
- Az 1966-ban győztes, magyar tenyésztésű Nem igaz, az Osztrák és a Bajor Derby-n is diadalmaskodott.
- A legtöbb győzelmet (9-et) Vas József 17 év alatt aratta. (1970, 1971, 1976, 1978, 1979, 1982, 1985, 1986, 1987)
- A Magyar Derby-n Esch Győző hat alkalommal győzött. Első és utolsó sikere között 16 év telt el. Ezt megelőzően az Osztrák–Magyar Monarchia Derby-n két alkalommal is elsőként ért a célba.
- A legsikeresebb tenyésztők:
  - Dióspuszta (1932 és 1994 között 18 nyerő)
  - Kerteskő (1962-2003-9)
  - Kisbér (1927-1974-7)
- A legsikeresebb apamének
  - Imperiál (Nyolc nyerő: Isztopirin-1971; Immer-1972; Anda-1973; Ijász-1974; Tirán-1976; Bilbao-1977; Dimitrij-1978;Betét-1983)
  - Pázmán (Öt nyerő: Bajtárs-1925); Naplopó-1926); Tiszavirág-1928; Canada-1933; Duce-1935)
  - Nostradamus (3 nyerő: Nem igaz-1966; Nótás kapitány-1969; Norbert-1970)
- A Zsoké Legenda, Kállai Pálnak 1991-ben 58 évesen sikerült az első, majd kilenc évvel később 67 évesen a második derby-t nyerni.
- Alafi László és Vas József hármas sorozattal büszkélkedhet.
- A regisztrált, legjobb időeredményt -2.26.1- Sunny Sam érte el 2008-ban.
- A hiányos források ellenére is megállapítható, hogy négy derby győzelemmel Ribárszki Sándor a legeredményesebb trénerek egyike.
- A "Hármas Koronát"[24] eddig öt telivér szerezte meg. 1936-ban Try Well, 1977-ben Bilbao, 1999-ben April Sun, 2007-ben Saldenzar, végül 2015-ben Quelindo-nak sikerült a trófeát begyűjteni.
- A legkisebb mezőnyök: 1949-4; 1922-5; 1923, 1924, 1948, 1950-5 ló.
- A legnagyobb mezőnyök: 1977, 1994, 1996-22; 2005,2006-20; 1995,2011-19 ló.
- A leggyorsabb lefutási idő
  - Régi Kincsem Park: Sir Khan (1994)-2.27.8
  - Alag: Poggione (2002)-2.29.4
  - Az átépített Kincsem Park: Sunny Sam (2008)-2.26.1
- A legfölényesebb győzelmek: Try Star (1986)-16 hossz; Norbert (1971), Immer (1972)-12 hossz; Starlight (1931), Fero (1953), Imperial (1963)-10 hossz.
- Magyar zsokék európában több mint száz derbyt nyertek.
- A derby után több versenyt nem nyertek: Handful, Oscar Anton, Bűvész, Csákány, Alibi, Puczur, Tacskó, Frappáns, Babatündér, Regény,[25] Iglói diák, Sky, Torockó, Tabán, Pendragon, Finavon, Sir Khan, Mafhum, April Surpise, Rodolfo, King's Honor, Thunder Groom, Sunny Sam, Latin Lover.

## Hang és kép
- Derby videók: [halott link]
- 2000. Rodrigo
- 2007. Saldenzar
- A 75., 1997. Cardinal